# Wim Eijk

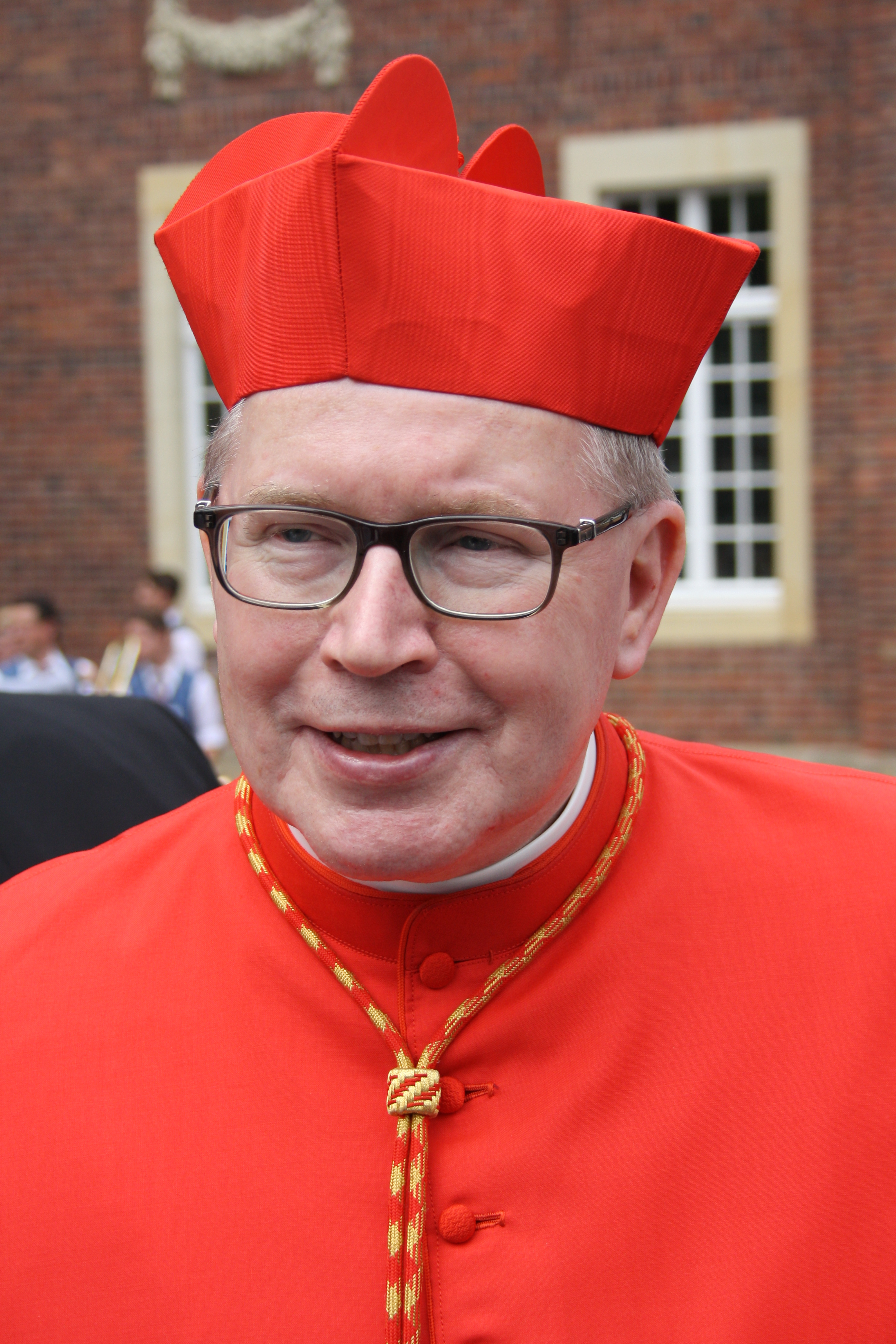
Wim Eijk (2017)

Wappen als Kardinal-Erzbischof von Utrecht

Wappen als Bischof von Groningen-Leeuwarden

Willem Jacobus Kardinal Eijk, auch Wim Eijk (* 22. Juni 1953 in Duivendrecht, Niederlande), ist römisch-katholischer Erzbischof von Utrecht.

## Leben
Willem Jacobus Eijk stammt aus Duivendrecht in der Provinz Nordholland. 1978 schloss er das Studium der Medizin an der Universität von Amsterdam ab. Bis 1979 arbeitete er als Arzt für Innere Medizin. Später trat er in das Priesterseminar des Bistums Roermond in Kerkrade ein und begann das Studium der Philosophie und der Katholischen Theologie. Dies verband er mit einem Studium der Medizinethik an der Universität Leiden. Am 1. Juni 1985 empfing Eijk das Sakrament der Priesterweihe in der Kathedrale St. Christoffel in Roermond.
Von 1985 bis 1987 war Willem Jacobus Eijk als Pfarrer in Venlo tätig. Er wurde 1987 in Medizin mit einer Arbeit über die Euthanasie promoviert. 1989 wurde er an der Päpstlichen Universität Heiliger Thomas von Aquin (Angelicum) in Rom im Fach Philosophie mit einer Arbeit über Gentechnik promoviert. 1990 erwarb Eijk das Lizenziat in katholischer Theologie an der Päpstlichen Lateranuniversität. Von 1990 bis 1994 lehrte Willem Jacobus Eijk Moraltheologie an den Priesterseminaren von Rolduc und ’s-Hertogenbosch. Später war er Präsident des Instituts Mater Ecclesiae Domesticae in Rolduc. Von 1996 bis 1999 war Eijk Professor für Moraltheologie an der Theologischen Fakultät von Lugano. Von 1997 bis 2002 war er ein Mitglied der internationalen Theologenkommission des Papstes.

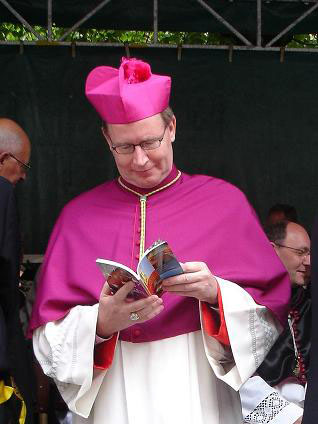
Willem Jacobus Eijk 2007 als Bischof von Groningen-Leeuwarden

Am 17. Juli 1999 ernannte ihn Papst Johannes Paul II. zum Bischof von Groningen-Leeuwarden. Die Bischofsweihe spendete ihm Adrianus Johannes Kardinal Simonis am 6. November desselben Jahres in Groningen; Mitkonsekratoren waren Bischof Frans Wiertz und Bischof Sergio Lasam Utleg. Sein Wahlspruch Noli recusare laborem („Weise das Werk nicht zurück“) entstammt dem überlieferten Sterbegebet des heiligen Martin von Tours. Die Ernennung des als konservativ bekannten Eijk stieß auf Kritik unter anderem von COC Nederland. Ebenfalls 1999 fand ein Gespräch zwischen dem neuen Bischof Eijk und jüdischen Vertretern statt, nachdem ihm antisemitische Aussagen vorgeworfen worden waren. Beide Seiten bewerteten das Gespräch im Nachgang als positiv.
Am 11. Dezember 2007 ernannte ihn Papst Benedikt XVI. zum Erzbischof von Utrecht und Nachfolger von Adrianus Johannes Kardinal Simonis. Die Amtseinführung fand am 26. Januar 2008 statt. Im Erzbistum Utrecht kündigte er 2014 die Schließung mehrerer Kirchen und Zusammenlegung von Pfarreien an, da deren Mitgliederzahlen zuvor konstant gesunken waren. 2011 wurde Wim Eijk Vorsitzender der Niederländischen Bischofskonferenz, was er bis 2016 blieb.
Im Konsistorium vom 18. Februar 2012 nahm ihn Benedikt XVI. als Kardinalpriester mit der Titelkirche San Callisto in das Kardinalskollegium auf. Ein Jahr später nahm Eijk am Konklave 2013 teil, ebenso nahm er am Konklave 2025 teil.
Kardinal Eijk befürwortet das Segnungsverbot für homosexuelle Paare, sprach sich aber 2021 für „eine Formulierung“ aus, „die für die Menschen heute verständlicher“ sei.

## Papstkritik
Im Mai 2018 kritisierte Eijk Papst Franziskus auf das Schärfste, nachdem dieser einen Konflikt innerhalb der Deutschen Bischofskonferenz über die Frage, ob man es Protestanten in Einzelfällen ausnahmsweise ermöglichen könne, in der römisch-katholischen Eucharistiefeier die Kommunion zu empfangen, durch die Glaubenskongregation an die nationale Bischofskonferenz hatte zurückverweisen lassen, statt ihn wie von den Kritikern erwartet autoritativ zu lösen. Auf der Webseite der konservativen amerikanischen Tageszeitung National Catholic Register und im traditionalistischen italienischen Internetmagazin La Nuova Bussola Quotidiana sowie auf dem deutschsprachigen Internetportal Kath.net veröffentlichte Eijk einen zuerst auf einer privaten niederländischen Webseite erschienenen Beitrag, in dem er schrieb, der Papst habe es durch seine mangelhafte Klarstellung von Doktrin und Praxis der Kirche versäumt, „das Glaubensbekenntnis treu und in Einheit zu bewahren und zu vermitteln“. Unter Bezugnahme auf den Katechismus der katholischen Kirche verglich er die Regierung des Papstes mit dem Erscheinen des Antichrist in der Apokalypse (Apk 17,5) und sprach im Zusammenhang mit dessen Pontifikat vom „Mysterium der Bosheit“ und einem endzeitlichen „religiösen Lügenwahn“.

## Mitgliedschaften in der römischen Kurie
Erzbischof Willem Jacobus Eijk ist Mitglied folgender Institutionen der römischen Kurie:
- Kongregation für den Klerus (seit 2008[10], bestätigt 2012[11] und 2014[12])
- Päpstlicher Rat für die Kultur (seit 2009)[13]
- Päpstlicher Rat für die Laien (seit 2014)[14]
- Päpstliche Akademie für das Leben (2017 bestätigt)[15]